# Rita Amada de Jesús
Rita Amada de Jesús (Casalmendinho, Portugal, 5 de marzo de 1848  † Casalmendinho, Portugal, 6 de enero de 1913) es una religiosa católica portuguesa, beata y fundadora del Instituto de Religiosas de Jesús, María y José.

## Nacimiento e infancia
Rita Amada nació en un pequeño pueblo de Portugal el 5 de marzo de 1848, fue bautizada con el nombre de Rita Lopez de Almeida. El ambiente familiar fue siempre muy piadoso lo que le condujo a mostrar a temprana edad devoción por Jesús Sacramentado, Nuestra Señora y san José. Durante el tiempo de si niñez la Iglesia vivía un tiempo de persecución por la Masonería, en el cual estaba prohibida la admisión de vocaciones en seminarios, conventos e institutos religiosos.

### Vocación

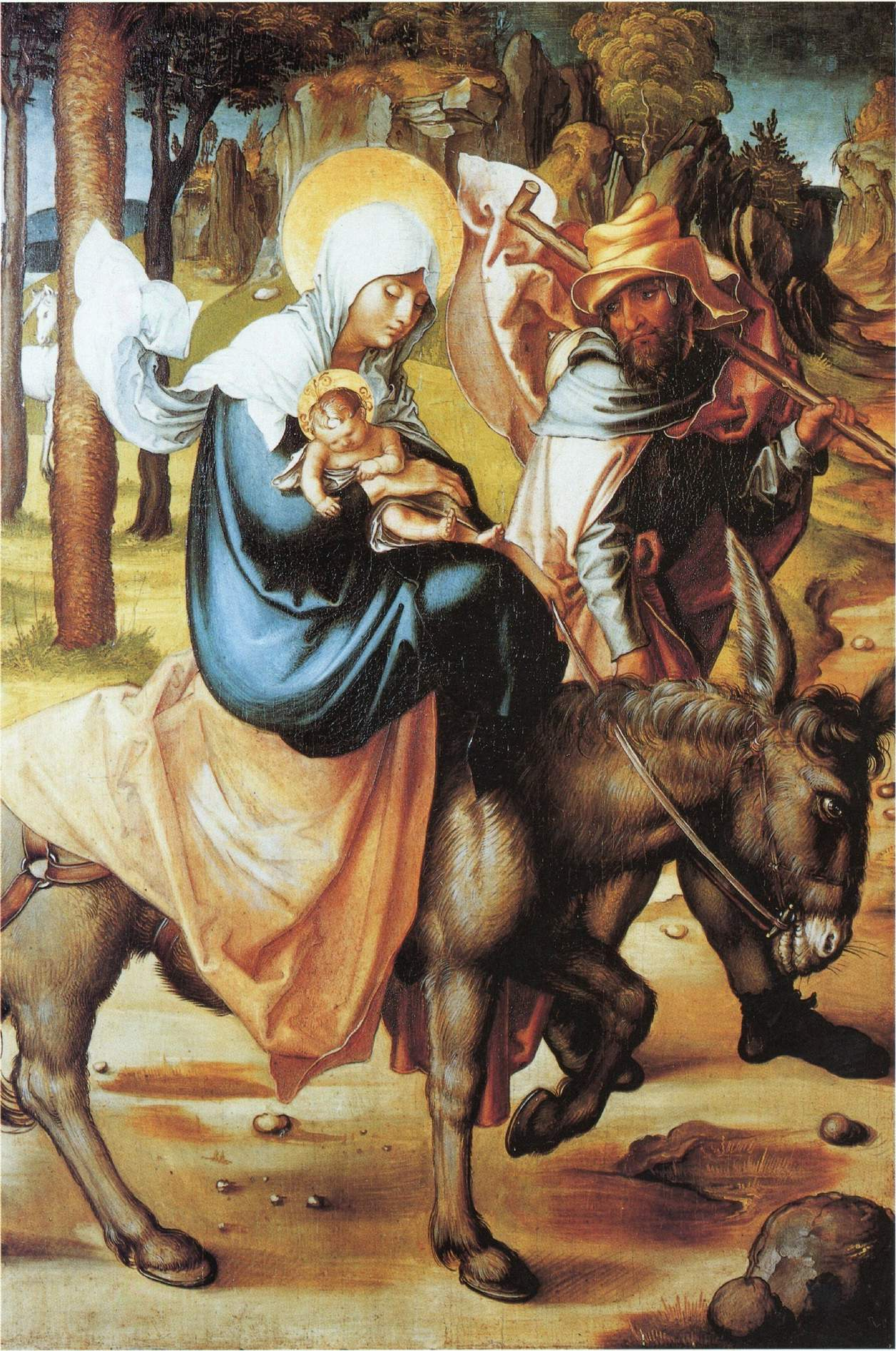
El Instituto fundado por Madre Rita estaba centrado en el carisma de la Familia de Nazaret.

Según los biógrafos de la Rita, expresan que en esta etapa tan difícil se comienzan a vislumbrar los primeros indicios de su vocación por el rescate de la juventud para la reinstauración de los valores morales y contra el indiferentismo religioso de su tiempo. A través de misiones en los pueblos enseñaba la práctica del Rosario y oraciones, que repercutieran en la imitación de la Virgen María. Estos gestos misioneros fueron necesarios para ser objeto de amenazas de muerte contra su persona.
Era muy penitente. En las visitas a las religiosas Benedictinas del Convento de Jesús a Viseu, consiguió algunos instrumentos que le permitieron la penitencia corporal. Con 20 años le expresa a sus padres el deseo de consagrarse como religiosa, debido a la negación paterna le fue posible consagrarse al cumplir 29 años. Ingresó a la congregación de las Hermanas de la Misericordia de origen francés, donde no logró adaptarse al carisma puesto que solo se dedicaban al auxilio de los pobres.

### Fundación del instituto
Su director espiritual comprendió que el carisma de Rita era la educación y auxilio de niñas pobres y abandonadas. El 24 de septiembre de 1880, fundó el colegio-Instituto de Jesús, María y José con la espiritualidad de la Familia de Nazaret. A pesar de que las autoridades civiles intentaron suprimir la fundación, junto a problemas de índole económico, esta se extendió a otras diócesis de Portugal. Durante la persecución de 1910 expropiaron las propiedades del instituto. Madre Rita Congregó a sus hijas en una humilde casa en Ribafeita y desde ahí envió misioneras a América (Brasil).

## Muerte y proceso de beatificación
Madre Rita, falleció el 6 de enero de 1913 en la parroquia de Ribafeita. Fue beatificada el 28 de mayo de 2006. La ceremonia fue celebrada en la plaza de la catedral de Viseu y presidida por el Cardenal José Saraiva Martins, Prefecto de la Congregación para las Causa de los Santos en representación de Benedicto XVI.